# Oscar Gloukh
Oscar Gloukh (en hebreo: אוסקר גלוך‎; Rejovot, Israel, 1 de abril de 2004) es un futbolista israelí que juega en la demarcación de centrocampista para el Ajax de Ámsterdam de la Eredivisie. Es además internacional absoluto con la selección de Israel.

## Selección nacional
Tras jugar en las categorías inferiores de la selección, finalmente hizo su debut con la selección de fútbol de Israel en un partido amistoso contra Zambia que finalizó con un resultado de 4-2 a favor del combinado israelí tras los goles de Tai Baribo, Dean David, Dan Glazer y Itamar Shviro para Israel, y de Kings Kangwa y Larry Bwalya para Zambia.

### Goles internacionales
| # | Fecha                   | Estadio                                  | Oponente    | Gol | Resultado | Competición                         |
| - | ----------------------- | ---------------------------------------- | ----------- | --- | --------- | ----------------------------------- |
| 1 | 20 de noviembre de 2022 | Estadio Hamoshava, Petaj Tikva, Israel   | Chipre      | 1–2 | 2-3       | Amistoso                            |
| 2 | 16 de junio de 2023     | Estadio Ferenc Szusza, Budapest, Hungría | Bielorrusia | 1–2 | 1-2       | Clasificación para la Eurocopa 2024 |
| 3 | 9 de septiembre de 2023 | Arena Naţională, Bucarest, Rumania       | Rumania     | 1–1 | 1-1       | Clasificación para la Eurocopa 2024 |

## Estadísticas

### Clubes
Actualizado al último partido disputado el 23 de julio de 2025.
| Club                   | País         | Año       | Partidos | Goles |
| ---------------------- | ------------ | --------- | -------- | ----- |
| Maccabi Tel Aviv F. C. | Israel       | 2022-2023 | 35       | 10    |
| Red Bull Salzburgo     | Austria      | 2023-2025 | 101      | 23    |
| Ajax de Ámsterdam      | Países Bajos | 2025-     |          |       |

## Palmarés

### Títulos nacionales
| Título     | Club               | País    | Año  |
| ---------- | ------------------ | ------- | ---- |
| Bundesliga | Red Bull Salzburgo | Austria | 2023 |